# Nepheronia pharis
Nepheronia pharis is een vlindersoort uit de familie van de Pieridae (witjes), onderfamilie Pierinae.
Nepheronia pharis werd in 1836 beschreven door Boisduval.